# Steakhouse

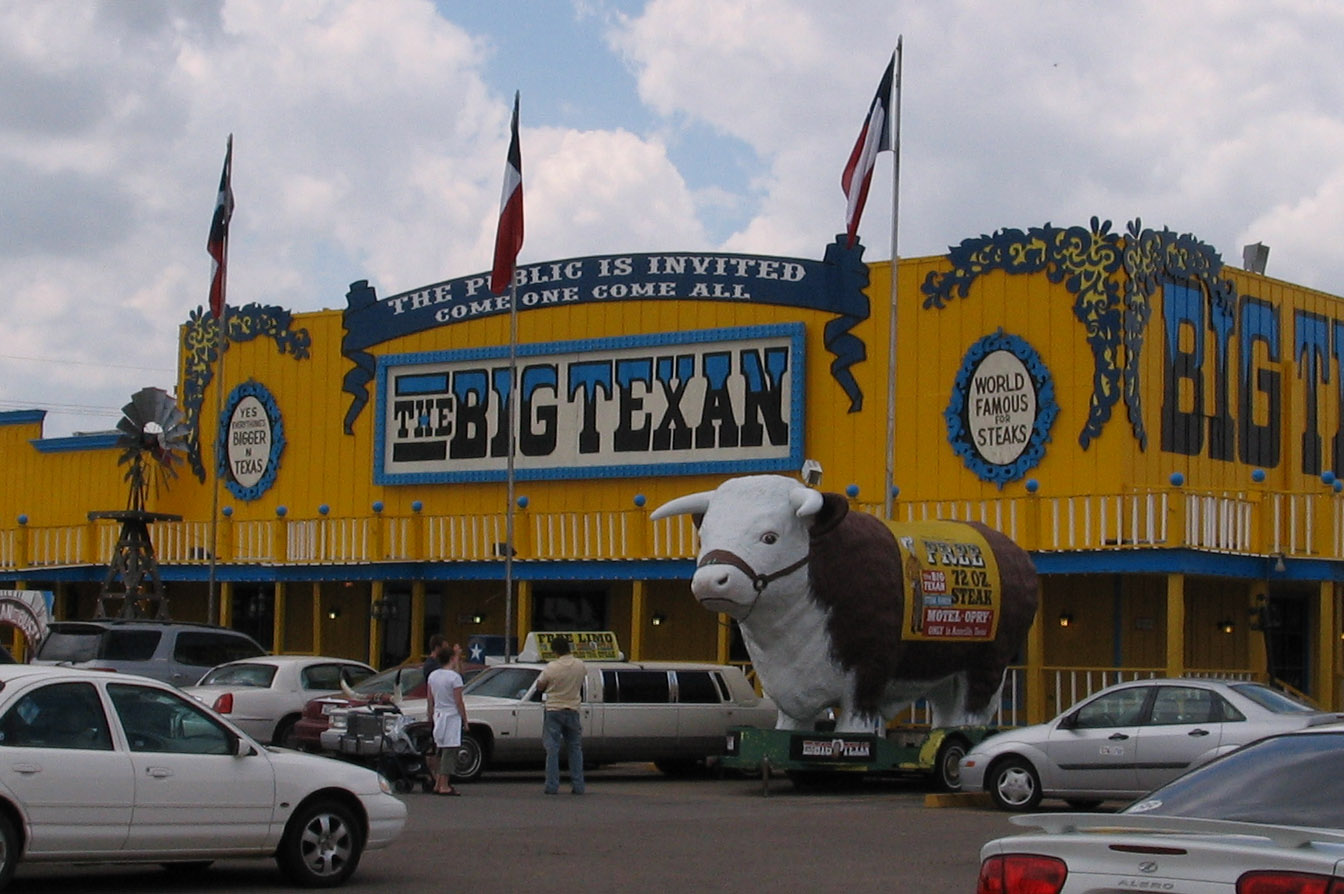
The Big Texan Steak Ranch a Amarillo, Texas

Als Estats Units, un steakhouse, steak house o chophouse és un restaurant especialitzat a servir filets de carn de boví (beefsteaks). La paraula anglesa deriva de steak (filet) i house (casa, aquí en el sentit de «restaurant»). A Espanya i Hispanoamèrica, aquest tipus de restaurant equivaldria a un rostidor, encara que, des de fa ja alguns anys, els països hispans utilitzen també la paraula grill. Els steakhouse es consideren representants fidels de la cuina nord-americana i solen anar des del típic establiment de carretera fins als selectes restaurants de Nova York, amb les seves càmeres refrigerades de beef aging (procés de maduració en sec de carn de boví). Segons la categoria del local, la zona o estat on es trobi, poden arribar a ampliar la seva carta amb altres carns i maneres de presentació: carn de caça, xai, porc, pollastre, hamburgueses i barbacoa. També poden incloure-hi marisc i pasta. Els establiments més populars solen estar situats en carreteres i cruïlles de camins. Es caracteritzen per rebre el visitant amb una intensa olor de carn rostida. Les taules i cadires habitualment són de fusta i la decoració remet a la tradició rural nord-americana. Altres steakhouses més selectes apareixen emplaçats al centre de les grans urbs.
Però, independentment de la seva categoria, tot steakhouse està orgullós d'oferir una selecció de carns de primera qualitat, amb bons talls (d'acord amb el mode de seccionar la carn) i una preparació acurada a la cuina.
Els steakhouses sovint busquen distingir-se per un tipus de tall o un mètode de cocció determinat, que exhibeixen a manera de segell personal. Algun dels talls més populars als Estats Units són el New York strip, el Porterhouse, el sirloin i el tenderloin o filet mignon. El xef hi pot arribar a emprar diverses maneres de rostir la carn per millorar-ne el sabor. Algun d'aquests mètodes són l'ús de carbó vegetal o el segellat per calor en la capa externa del filet, perquè retingui els sucs a l'interior.
En aquests restaurants, s'hi poden trobar algunes de les millors carns del món. Molts dels establiments d'alt nivell només serveixen filets provinents d'un determinat origen. Xefs i comensals saben que les carns certificades amb l'etiqueta d'Angus suposen una garantia pel que fa a carn sucosa i exquisida. Als Estats Units, la carn passa per uns processos d'inspecció i selecció abans de ser certificada per la seva qualitat, incloent-hi la presència i distribució del contingut gras, que en determina la textura i suavitat.

## Steakhouseal cinema
Apareix en diverses pel·lícules americanes. Es pot veure en la pel·lícula "Pulp Fiction", de Quentin Tarantino, quan Vincent Vega (John Travolta) convida a portar a sopar Mia (Uma Thurman) a un steakhouse ambientat en els anys 70.